# Persone di cognome Jensen
| Questa pagina contiene informazioni ricavate automaticamente dalle voci biografiche con l'ausilio del template Bio e di un bot. L'aggiornamento è periodico e automatico e ricostruisce completamente la pagina. Se manca una persona in questa lista, sei pregato di non aggiungerla, ma accertati piuttosto che la sua voce biografica contenga il template Bio e che i dati anagrafici siano correttamente compilati. Se il template Bio manca, inseriscilo tu stesso o, in alternativa, metti l'avviso {{tmp\|Bio}} che ne segnala la mancanza. Se i dati riportati sono sbagliati, correggi direttamente la voce biografica; le modifiche saranno visibili in questa lista entro pochi giorni. Per chiarimenti vedi il progetto antroponimi. La lista contiene solo le 104 persone che sono citate nell'enciclopedia e per le quali è stato implementato correttamente il template Bio. Pagina aggiornata al 23 lug 2025. |

Questa è una lista di persone presenti nell'enciclopedia che hanno il cognome Jensen, suddivise per attività principale.

## Allenatori di calcio(5)
- Henrik Jensen, allenatore di calcio e ex calciatore danese (Copenaghen, n. 1959)
- Henrik Jensen, allenatore di calcio danese (Aalborg, n. 1985)
- John Jensen, allenatore di calcio e ex calciatore danese (Copenaghen, n. 1965)
- Morten Jensen, allenatore di calcio e ex calciatore norvegese (Tananger, n. 1980)
- Viggo Jensen, allenatore di calcio e ex calciatore danese (Esbjerg, n. 1947)

## Architetti(1)
- Jens Jensen, architetto danese (Dybbøl, n. 1860 - Ellison Bay, † 1951)

## Astronomi(2)
- Kåre S. Jensen, astronomo danese
- Poul Jensen, astronomo danese

## Attori(2)
- David Jensen, attore statunitense (Pinckneyville, n. 1952)
- Søren Elung Jensen, attore danese (Odense, n. 1928 - Hellerup, † 2017)

## Attrici(4)
- Alexandra Jensen, attrice australiana (New South Wales, n. 2000)
- Ashley Jensen, attrice britannica (Dumfries and Galloway, n. 1969)
- Eulalie Jensen, attrice statunitense (St. Louis, n. 1884 - Los Angeles, † 1952)
- Maren Jensen, attrice e modella statunitense (Arcadia, n. 1956)

## Attrici pornografiche(3)
- Jelena Jensen, attrice pornografica statunitense (Los Angeles, n. 1981)
- Peta Jensen, attrice pornografica statunitense (Zephyrhills, n. 1990)
- Constance Money, ex attrice pornografica statunitense (Lebanon, n. 1956)

## Autrici di videogiochi(1)
- Jane Jensen, autrice di videogiochi e scrittrice statunitense (Palmerton, n. 1963)

## Bassisti(1)
- Todd Jensen, bassista statunitense (Los Angeles, n. 1960)

## Calciatori(41)
- Aage Rou Jensen, calciatore danese (Aarhus, n. 1924 - Aarhus, † 2009)
- Alexander Jensen, calciatore danese (n. 2001)
- Bent Jensen, ex calciatore danese (Odense, n. 1947)
- Birger Jensen, calciatore danese (Copenaghen, n. 1951 - Bruges, † 2023)
- Brian Paldan Jensen, ex calciatore danese (Nørrebro, n. 1975)
- Brian Jensen, ex calciatore danese (Glostrup, n. 1968)
- Claus Jensen, ex calciatore danese (Nykøbing Falster, n. 1977)
- Daniel Jensen, ex calciatore danese (Copenaghen, n. 1979)
- David Jensen, ex calciatore danese (Hillerød, n. 1992)
- Erik Jensen, ex calciatore e ex giocatore di calcio a 5 danese (n. 1966)
- Erik Kuld Jensen, calciatore danese (Aarhus, n. 1925 - Aarhus, † 2004)
- Viggo Jensen, calciatore danese (Skagen, n. 1921 - Esbjerg, † 2005)
- Fredrik Jensen, calciatore finlandese (Porvoo, n. 1997)
- Henning Jensen, calciatore danese (Nørresundby, n. 1949 - Amburgo, † 2017)
- Henning Munk Jensen, calciatore danese (Tønder, n. 1947 - † 2023)
- Ivan Jensen, calciatore danese (Copenaghen, n. 1922 - Vedbæk, † 2009)
- Jens Jensen, calciatore danese (Veksø, n. 1890 - Copenaghen, † 1957)
- Karsten Jensen, ex calciatore danese (Nørre Tranders, n. 1950)
- Kasper Jensen, ex calciatore danese (Aalborg, n. 1982)
- Kevin Jensen, calciatore svedese (n. 2001)
- Leon Jensen, calciatore tedesco (Berlino, n. 1997)
- Lucas Jensen, calciatore danese (Holstebro, n. 1994)
- Martin Jensen, ex calciatore danese (Esbjerg, n. 1978)
- Mathias Jensen, calciatore danese (Jerslev, n. 1996)
- Mike Jensen, calciatore danese (Herlev, n. 1988)
- Niclas Jensen, ex calciatore danese (Copenaghen, n. 1974)
- Nils Jensen, calciatore danese (Copenaghen, n. 1935 - † 2010)
- Ove Jensen, calciatore danese (Copenaghen, n. 1919 - Hellerup, † 2011)
- Per Jensen, calciatore danese (Copenaghen, n. 1930 - † 2009)
- Per Funch Jensen, calciatore danese (Copenaghen, n. 1938 - Øresund, † 1960)
- Poul Jensen, calciatore danese (Vejle, n. 1934 - † 2000)
- Poul Jensen, calciatore danese (Copenaghen, n. 1899 - † 1991)
- Preben Jensen, calciatore danese (Esbjerg, n. 1939 - † 2013)
- Richard Jensen, calciatore finlandese (Porvoo, n. 1996)
- Roald Jensen, calciatore norvegese (Eidsvågneset, n. 1943 - Bergen, † 1987)
- Søren Jensen, ex calciatore danese (Århus, n. 1984)
- Svend Jensen, calciatore danese (Copenaghen, n. 1905 - † 1979)
- Sverre Jensen, calciatore norvegese (Oslo, n. 1893 - Oslo, † 1963)
- Torbjørn Jensen, ex calciatore faroese (n. 1965)
- Tróndur Jensen, calciatore faroese (Tórshavn, n. 1993)
- Victor Jensen, calciatore danese (Hvidovre, n. 2000)

## Calciatrici(3)
- Elín Metta Jensen, calciatrice islandese (Reykjavík, n. 1995)
- Line Jensen, calciatrice danese (n. 1991)
- Synne Jensen, calciatrice norvegese (n. 1996)

## Cantanti(2)
- Jane Jensen, cantante e attrice statunitense (Indianapolis, n. 1967)
- Niels Jensen, cantante e attore danese (Faaborg, n. 1964)

## Cantautrici(1)
- Hayley Jensen, cantautrice australiana (Albury, n. 1983)

## Cestisti(2)
- Alex Jensen, ex cestista e allenatore di pallacanestro statunitense (Pocatello, n. 1976)
- Tonny Jensen, ex cestista australiano (Wagga Wagga, n. 1971)

## Ciclisti su strada(1)
- August Jensen, ex ciclista su strada norvegese (Bodø, n. 1991)

## Disc jockey(1)
- Martin Jensen, disc jockey e produttore discografico danese (Silkeborg, n. 1991)

## Filologi(1)
- Christian Jensen, filologo classico e papirologo tedesco (Archsum, n. 1883 - Berlino, † 1940)

## Fisici(1)
- Hans Jensen, fisico tedesco (Amburgo, n. 1907 - Heidelberg, † 1973)

## Generali(1)
- Jon A. Jensen, generale statunitense (Council Bluffs, n. 1958)

## Ginnasti(2)
- Charles Jensen, ginnasta danese (Bislev, n. 1885 - Roskilde, † 1920)
- Jens Kristian Jensen, ginnasta danese (Pedersborg, n. 1885 - Vordingborg, † 1956)

## Giocatori di football americano(1)
- Ryan Jensen, ex giocatore di football americano statunitense (Rangely, n. 1991)

## Hockeisti su ghiaccio(2)
- Joe Jensen, ex hockeista su ghiaccio statunitense (Maple Grove, n. 1987)
- Nicklas Jensen, hockeista su ghiaccio danese (Herning, n. 1993)

## Lottatori(3)
- Carl Jensen, lottatore danese (Dronninglund, n. 1882 - Frederiksberg, † 1942)
- Jørgen Jensen, lottatore danese (Copenaghen, n. 1939 - Copenaghen, † 1995)
- Søren Marinus Jensen, lottatore danese (Skødstrup, n. 1879 - † 1965)

## Maratoneti(1)
- Jørgen Jensen, maratoneta danese (Krønge, n. 1944 - Aarhus, † 2009)

## Matematici(1)
- Johan Jensen, matematico e ingegnere danese (Nakskov, n. 1859 - Copenaghen, † 1925)

## Modelle(1)
- Sririta Jensen, modella e attrice thailandese (Bangkok, n. 1981)

## Nuotatori(1)
- Larsen Jensen, ex nuotatore statunitense (Bakersfield, n. 1985)

## Paleontologi(1)
- James A. Jensen, paleontologo statunitense (Leamington Spa, n. 1918 - † 1998)

## Pallanuotisti(1)
- Sophus Jensen, pallanuotista statunitense (Chicago, n. 1889 - Chicago, † 1945)

## Pallavolisti(1)
- Mads Jensen, pallavolista danese (Copenaghen, n. 1999)

## Pattinatrici di velocità su ghiaccio(1)
- Bjørg Eva Jensen, ex pattinatrice di velocità su ghiaccio norvegese (Larvik, n. 1960)

## Pianisti(1)
- Adolf Jensen, pianista e compositore tedesco (Königsberg, n. 1837 - Baden-Baden, † 1879)

## Piloti automobilistici(1)
- Mikkel Jensen, pilota automobilistico danese (Aarhus, n. 1994)

## Pittori(1)
- Christian Albrecht Jensen, pittore danese (Bredstedt, n. 1792 - Copenaghen, † 1870)

## Politiche(1)
- Siv Jensen, politica norvegese (Oslo, n. 1969)

## Rugbiste a 15(1)
- Emma Jensen, ex rugbista a 15 neozelandese (Waipukurau, n. 1977)

## Sceneggiatori(1)
- Anders Thomas Jensen, sceneggiatore e regista danese (Frederiksværk, n. 1972)

## Scrittori(3)
- Carsten Jensen, scrittore e giornalista danese (Marstal, n. 1952)
- Johannes Vilhelm Jensen, scrittore e poeta danese (Farsø, n. 1873 - Copenaghen, † 1950)
- Wilhelm Jensen, scrittore tedesco (Heiligenhafen, n. 1837 - Monaco, † 1911)

## Sollevatori(1)
- Viggo Jensen, sollevatore, tiratore a segno e pesista danese (Copenaghen, n. 1874 - Copenaghen, † 1930)

## Tennisti(2)
- Luke Jensen, ex tennista statunitense (Grayling, n. 1966)
- Murphy Jensen, ex tennista statunitense (Ludington, n. 1968)

## Tuffatori(1)
- Daniel Jensen, tuffatore norvegese (n. 1996)

## Velisti(1)
- Iain Jensen, velista australiano (Belmont, n. 1988)

## Senza attività specificata(1)
- Ted Jensen, tecnico del suono statunitense (New Haven, n. 1954)